# Wiesław Podobas
Wiesław Jerzy Podobas (ur. 20 maja 1936 w Warszawie) – kolarz szosowy (181 cm, 70 kg) stołecznej Legii (1955-1970).
Rozpoczynał karierę jako nastolatek i wieku 16 lat zdobył Mistrzostwo Warszawy w przełaju. Już pierwszy start w Tour de Pologne w 1955 roku przyniósł mu sukces – 2. miejsce. Mistrz Polski w 1956 roku w szosowej drużynie Legii i wicemistrz w tej specjalności w 1957 i 1959.
Zwycięzca Tour de Pologne w 1959 roku. Pozostałe starty: 1955 – 2. miejsce, 1956 – 3., 1957 – 12., 1959 – 1., 1960 – 20., 1961 – 12., 1962 – 14., 1964 – 5., 1965 – 18., 1966 – 20. W Tour de Pologne startował kilkanaście razy. Dwukrotnie uczestniczył w Wyścigu Pokoju, w 1959 (zajmując 21. miejsce) i w 1960 (32. miejsce).
Startował na mistrzostwach świata w 1958 Reims, których nie ukończył, a w 1959 roku w Zandvoort na finiszu, 800 m przed metą został złapany i przytrzymany za koszulkę i ostatecznie zajął 31. miejsce. Na olimpiadzie w 1960 w Rzymie w wyścigu indywidualnym oficjalnie nie został sklasyfikowany – nie zauważony przez sędziów (przyjechał po defekcie w grupie, którą całą sklasyfikowano na 12. miejscu). W drużynie na 100 km 10. miejsce.
Najlepszy kolarz szosowy 1959 w klasyfikacji PZKol i "Przeglądu Sportowego". W 1963 roku startował na Olimpiadzie Azjatyckiej GANEFO w Dżakarcie w Indonezji, gdzie w wyścigu indywidualnym zajął 1. miejsce. Mistrz Sportu. Wielokrotny reprezentant Polski. Wygrywał wiele wyścigów w kraju i za granicą.
Po zakończeniu kariery zawodniczej był trenerem juniorów CWKS Legia do 1975 roku.
Z żoną Barbarą ma trzech synów: Tadeusza, Piotra i Grzegorza. Mieszka w Warszawie. Obecnie jest na emeryturze.

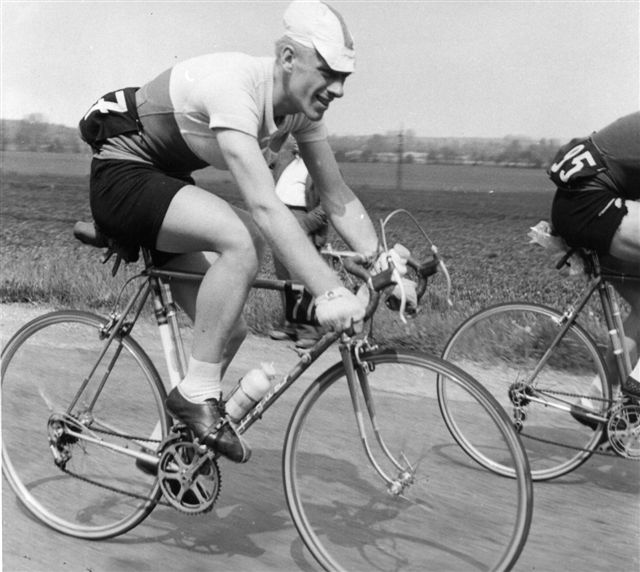
Na trasie XII Wyścigu Pokoju, 1959
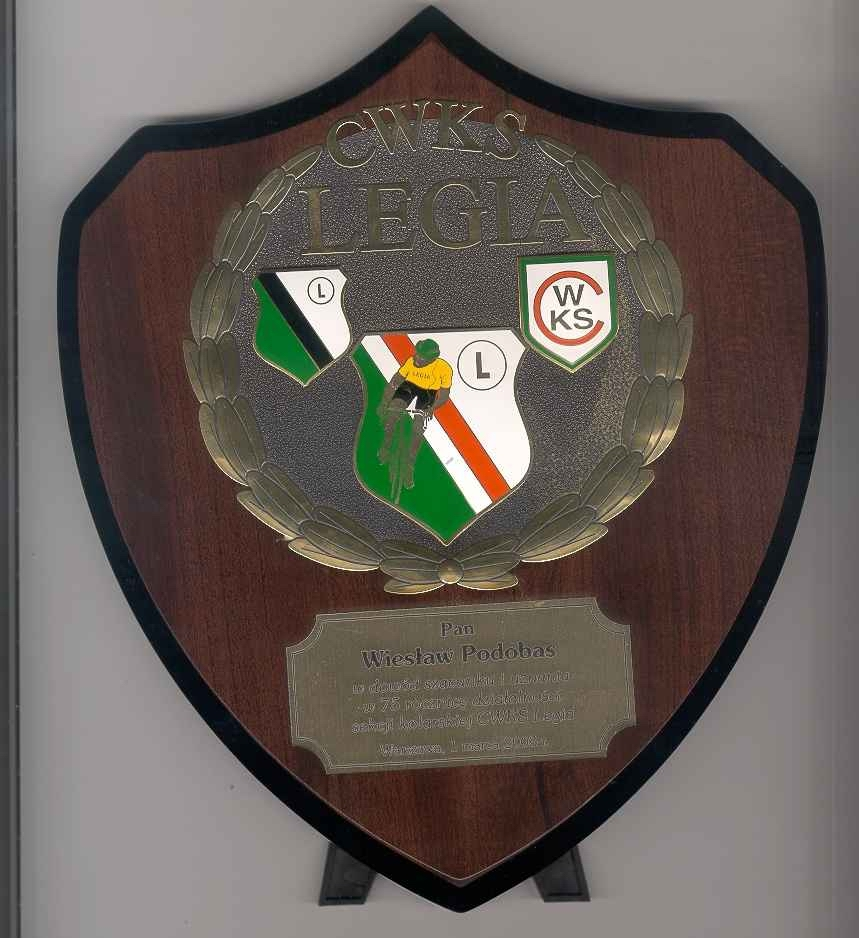
W dowód szacunku i uznania w 75. rocznicę działalności sekcji kolarskiej CWKS Legia 01.03.2003
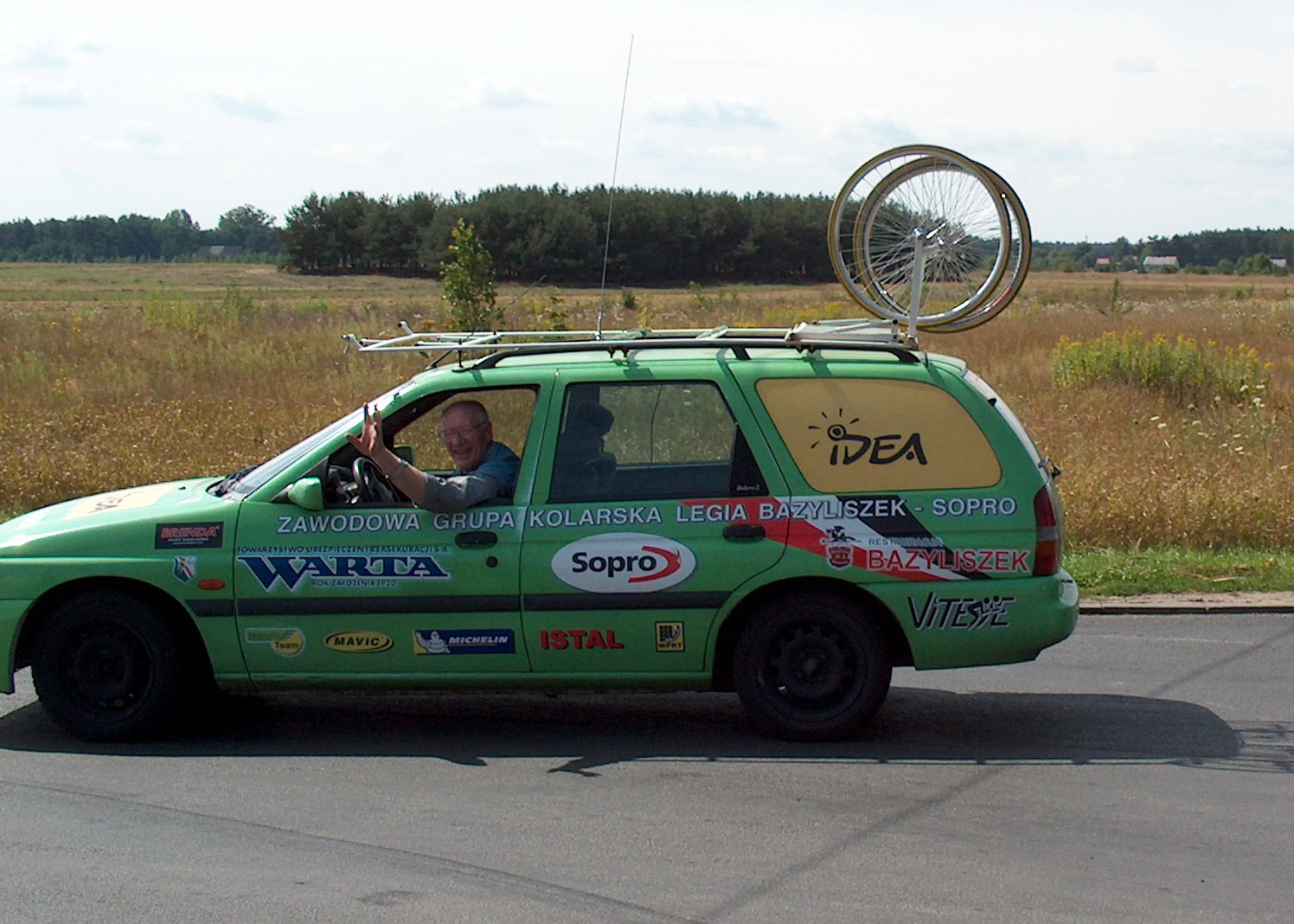
15-08-2005 Wyścig Dookoła Mazowsza
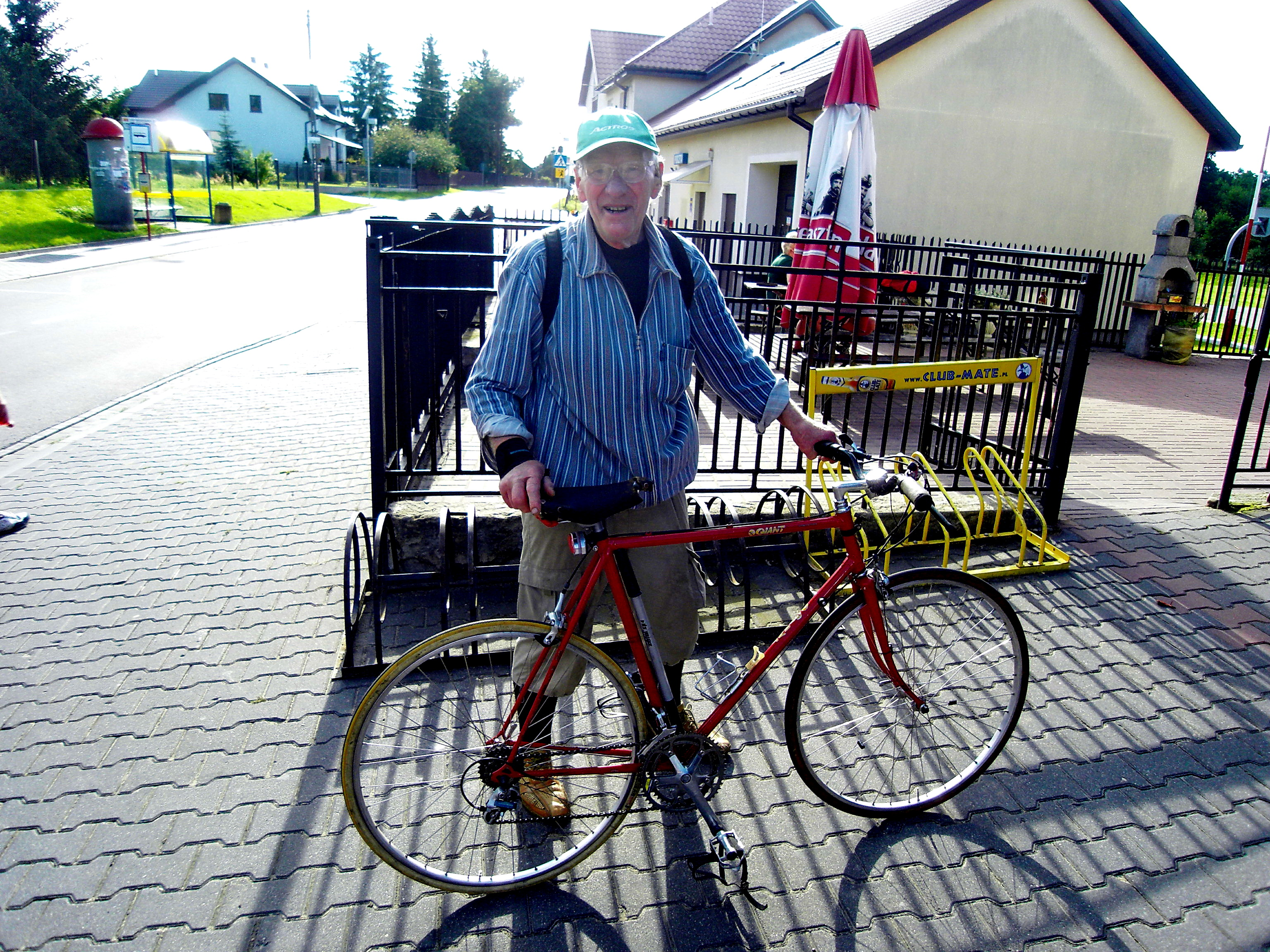
Wiesław Podobas 14.08.2016 r
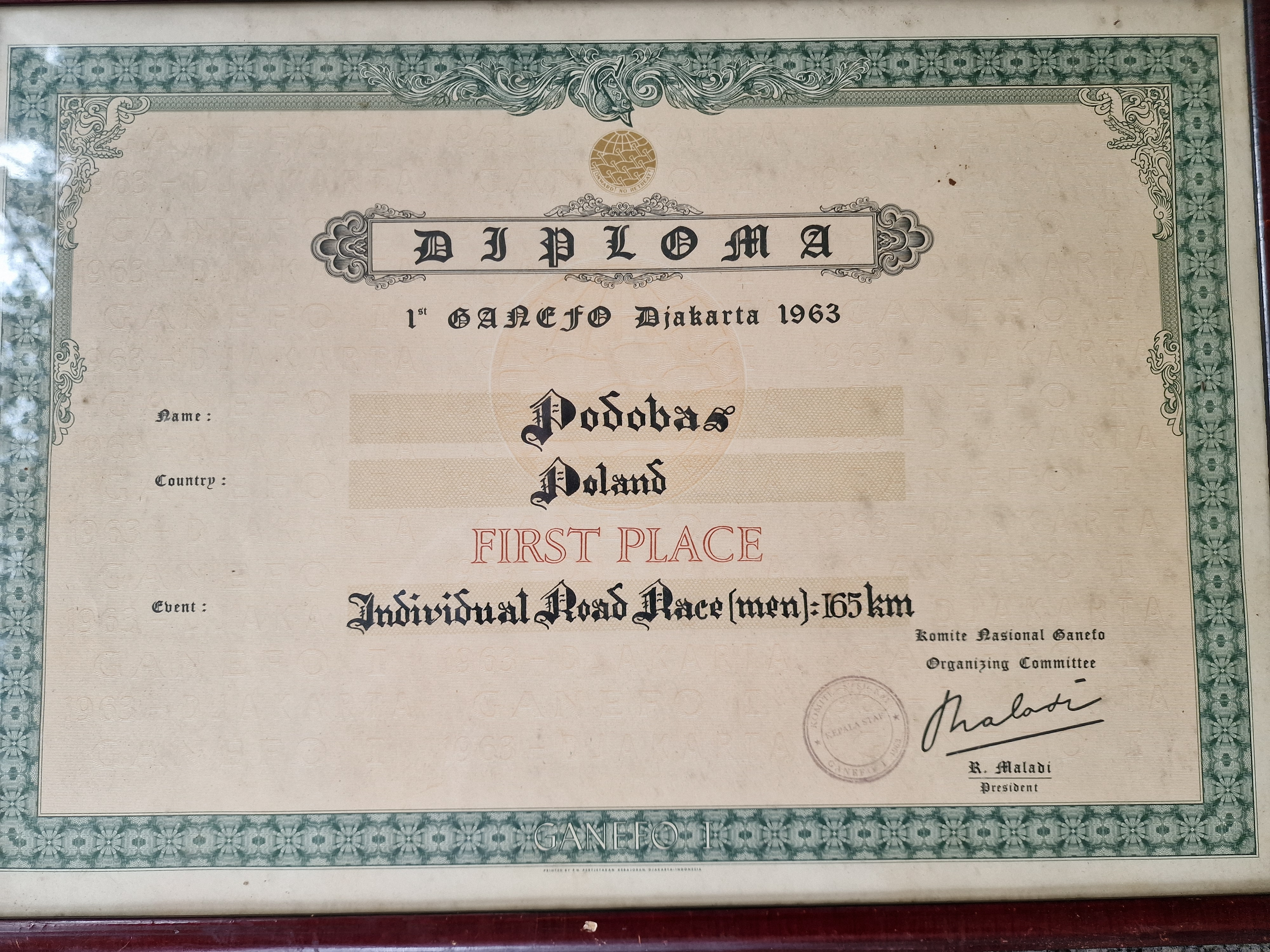
Dyplom Olimpiada GANEFO 1963 r Wiesław Podobas
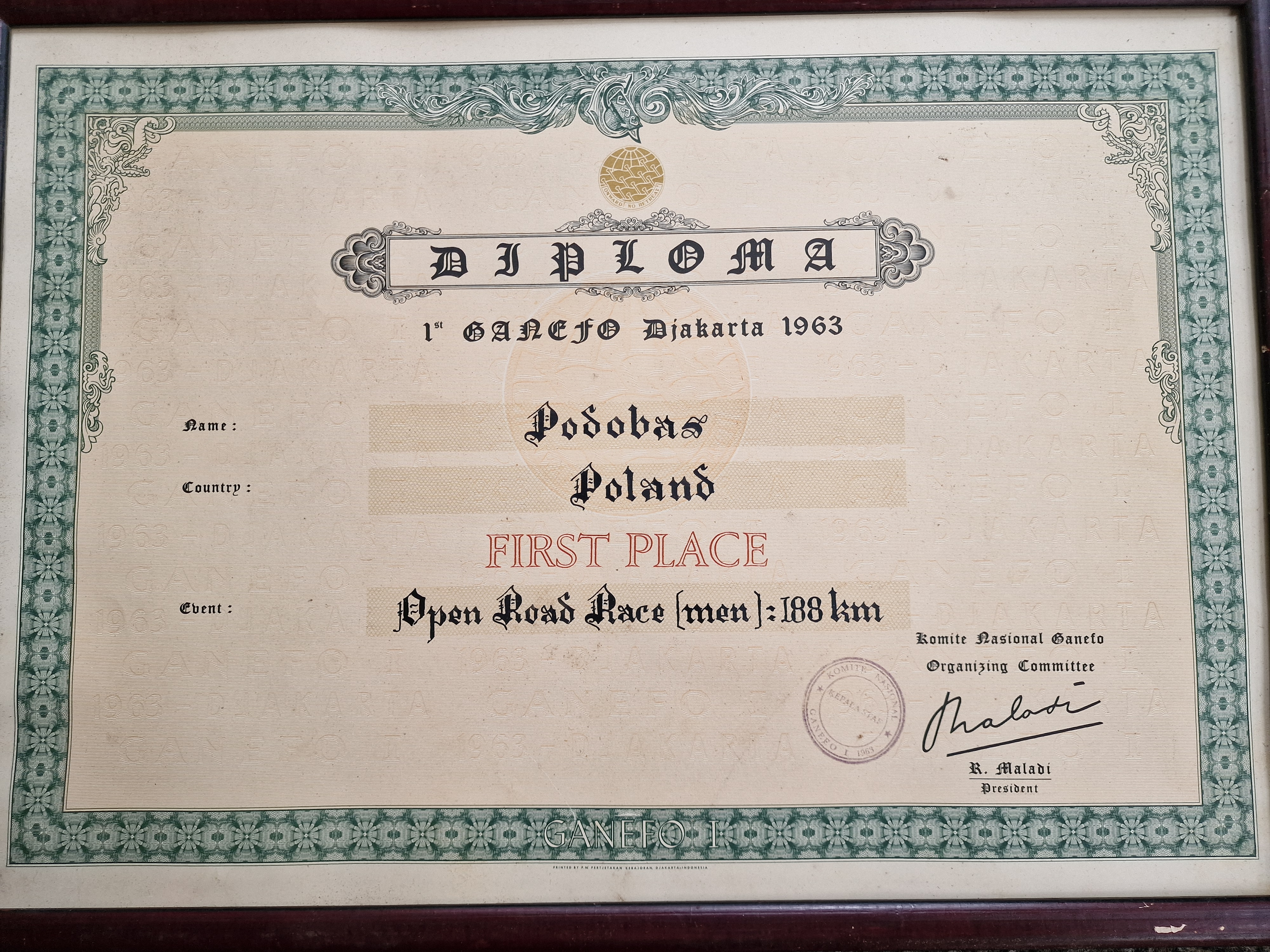
Dyplom Olimpiada GANEFO w 1963 r Wiesław Podobas 1 miejsce